# Camaridium aurantiacum
Camaridium aurantiacum, es una orquídea originaria de Sudamérica.

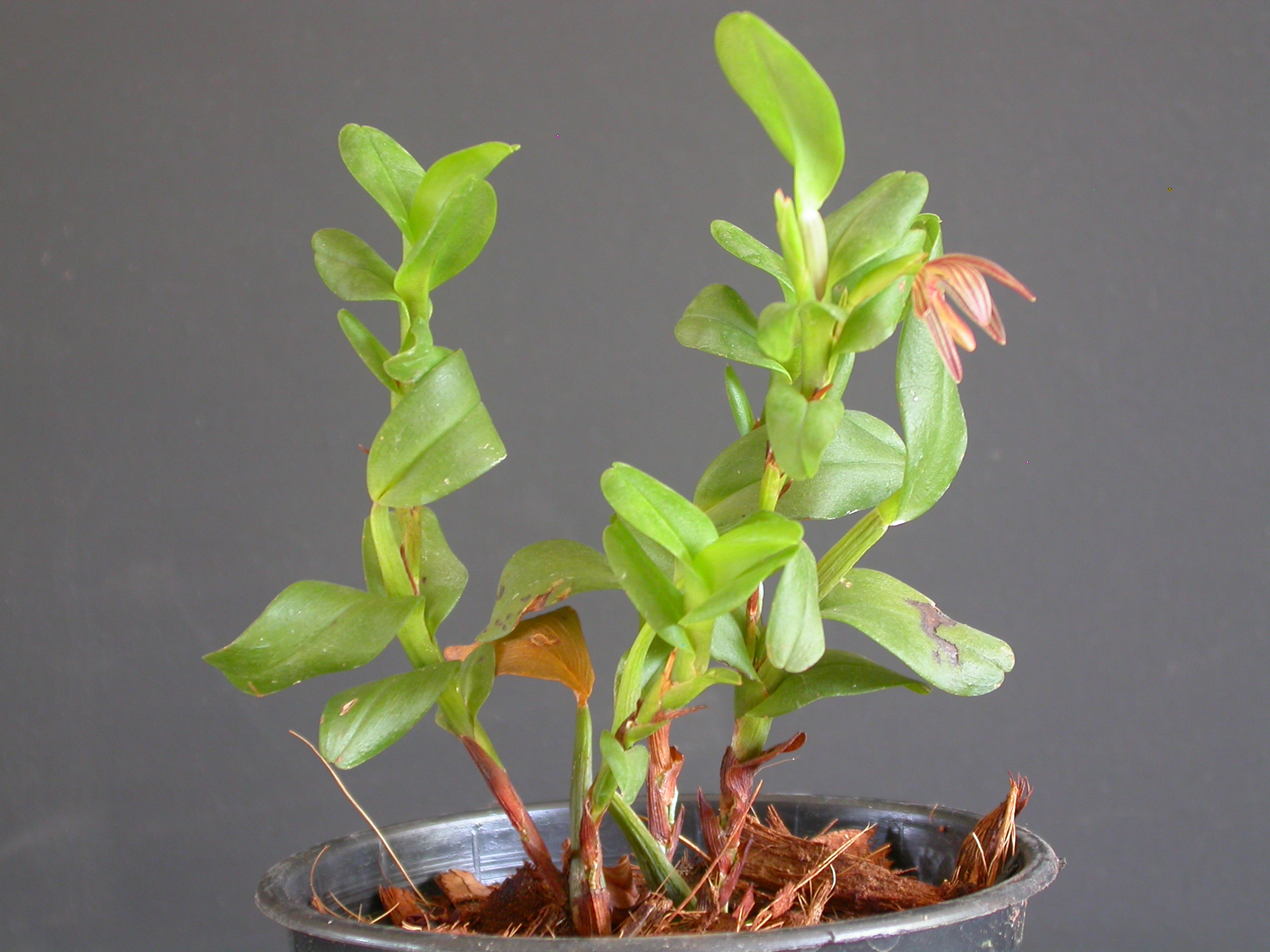
Vista de la planta

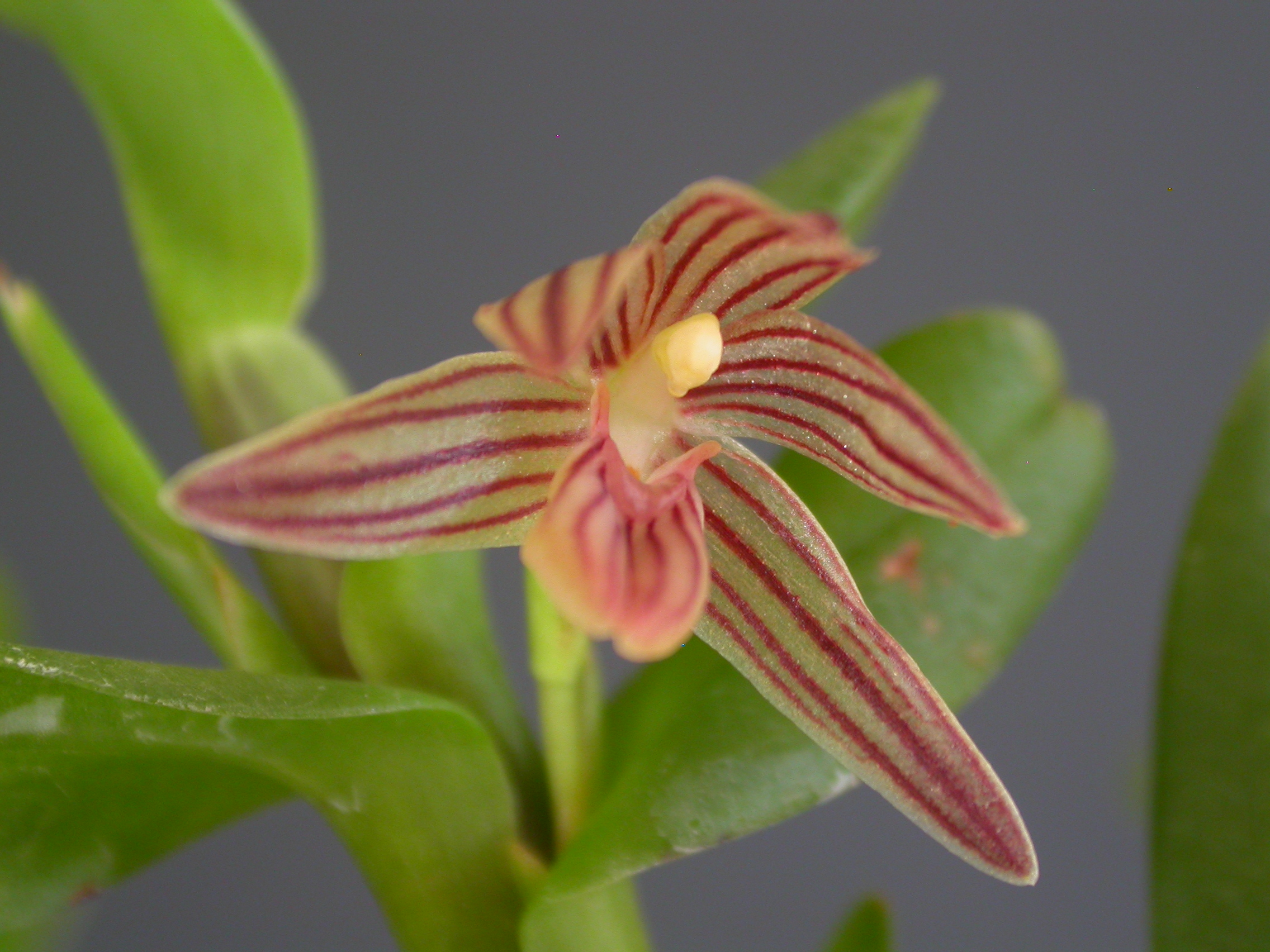
Detalle de la flor

## Descripción
Es una orquídea que tiene pseudobulbos sub-orbiculares, comprimido, con bordes redondeados, de color verde pálido, con manchas de color marrón morado,  sulcados que llevan una sola hoja, apical, plegada, verde ocasionalmente avistados de color púrpura marrón, aguda, se estrecha gradualmente abajo en la surcada y alargada, base  peciolada. Florece en una inflorescencia basal, erecta a caída, de 20 cm  de largo, lateral, muy laxa, con 7-15 flores y  con 2 brácteas marrones distantes oscuras grises que surgen en un pseudobulbo maduro y se produce en la primavera en los cultivos. En la naturaleza tiene las flores justo por encima de las hojas.

## Distribución y hábitat
Se encuentra en Guyana, Venezuela, Colombia, Ecuador, Perú, Brasil, las Guayanas y Trinidad y Tobago en los bosques tropicales húmedos en elevaciones de 100 a 600 metros en los troncos de los árboles y las ramas grandes. 
Debe cultivarse en lugares húmedos que necesitan sombra moderada y agua abundante durante su crecimiento y disminuyendo después de que los pseudobulbos hayan alcanzado la madurez. 

## Taxonomía
Camaridium aurantiacum fue descrita por (Schltr.) M.A.Blanco  y publicado en Lankesteriana: La Revista Cientifica .... 7(3): 519. 2007.
Sinonimia
- Camaridium lankesteri (Ames) M.A.Blanco
- Maxillaria bilobulata Senghas
- Maxillaria lankesteri Ames
- Ornithidium aurantiacum Schltr. basónimo[1][3][4]